# 1390 w polityce

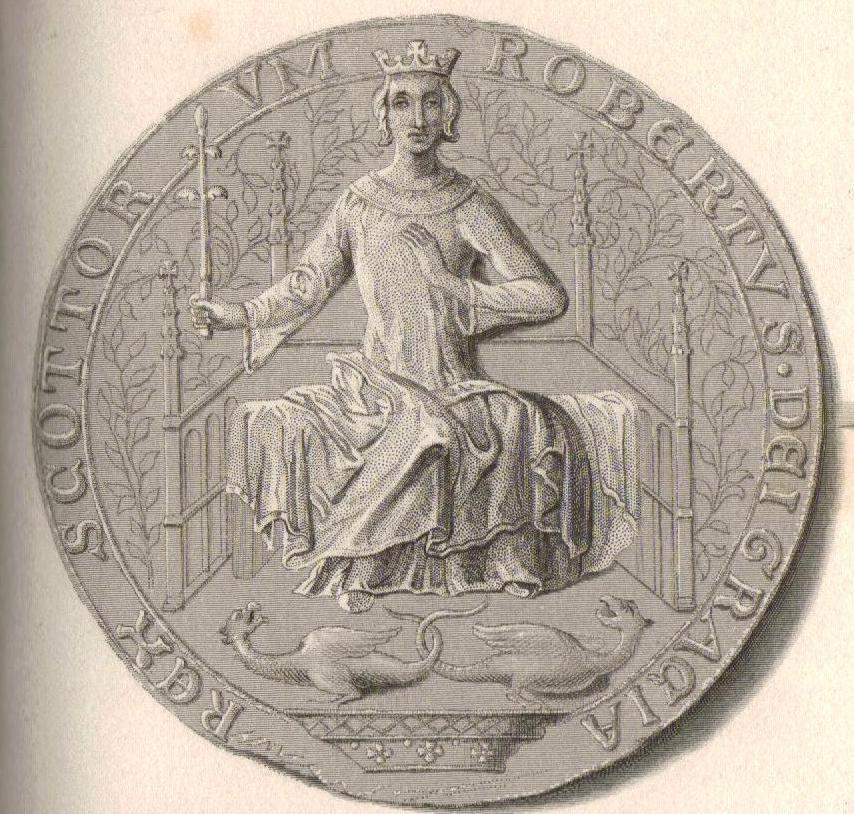
Robert II Stewart

Wydarzenia polityczne w 1390 roku.

## Zmarli
- 19 kwietnia Robert II Stewart, król Szkocji[1].